# ピアノソナタ第9番 (スクリャービン)
ピアノソナタ第9番 作品68『黒ミサ』 は、アレクサンドル・スクリャービンが1912年から1913年にかけて作曲した単一楽章のピアノソナタ。

## 概要
「黒ミサ」（Messe Noire）という有名な通称は、《第7番「白ミサ」》と性格的に好対照をなしていることから、スクリャービンの友人アレクセイ・ポトガエツキーが命名したが、その案や、作品のおどろおどろしい性格については作曲者自身も認めていた。しかしながら神聖さの表現（第2主題）に挑んだという点において、本作品は《第7番》とともに、スクリャービンの神秘主義への傾倒を表す代表作の1つに数えられている。
無調で作曲されている。ソナタ形式を自由に変形して利用している。主題の多くは半音を中心に形成されており、その不安的な響きの性質が作品の基調として現れている。ピアノの難曲の1つとしても有名。